# ساندرو فورنر
ساندرو فورنر (بالبرتغالية: Sandro Alexandre Forner‏) هو لاعب كرة قدم برازيلي في مركز الدفاع، ولد في 16 ديسمبر 1970 في Amparo, São Paulo ‏ في البرازيل. لعب مع نادي فلومينينسي.